# La Saulsotte
La Saulsotte är en kommun i departementet Aube i regionen Grand Est (tidigare regionen Champagne-Ardenne) i nordöstra Frankrike. Kommunen ligger  i kantonen Villenauxe-la-Grande som ligger i arrondissementet Nogent-sur-Seine. År 2022 hade La Saulsotte 681 invånare.

## Befolkningsutveckling
Antalet invånare i kommunen La Saulsotte
Referens: INSEE